# Дю Туа, Питер-Стеф
Питер Стефанус «Питер-Стеф» дю Той (африк. Pieter Stephanus du Toit; 20 августа 1992, Кейптаун, ЮАР) — южноафриканский регбист, игрок национальной сборной ЮАР и клуба «Тойота Верблиц», выступающий на позиции замка. В 2019 и 2024 годах был признан регбистом года по версии World Rugby.

## Клубная карьера
Свою регбийную карьеру дю Туа начал в клубе «Боланд Кавальерс», а в 2011 году перешёл в команду «Натал Шаркс», выступающую в кубке Карри. 9 марта 2012 года состоялся его дебют на кубке Водаком в матче против «Бордер Булдогз», завершившемся разгромной победой «акул» 42-0 (сам дю Туа отметился в нём попыткой). 21 апреля этого же года он сыграл свою первую встречу и в чемпионате Супер Регби за «Шаркс», выйдя на замену против «Чифс».
В 2013 году ему удалось одержать с «Натал Шаркс» победу в розыгрыше кубка Карри, победив в финальном матче «Уэстерн Провинс» 33-19.
В 2013 году Питер-Стеф продлил контракт с «акулами» на два года, но 24 августа 2015 года было объявлено о переходе дю Тоя в клуб «Стормерз» с началом нового сезона Супер Регби.

## Карьера в сборной
В 2012 году Питер-Стеф отыграл 8 матчей в составе молодёжной сборной ЮАР, в том числе принял участие в домашнем молодёжном чемпионате мира 2012 года, на котором одержал победу вместе с командой одолев в финальной встрече сборную Новой Зеландии 22-16.
9 ноября 2013 года он провёл свой первый матч за «Спрингбокс», появившись на 68-й минуте тестовой игры с командой Уэльса вместо Эбена Эцебета.
28 августа 2015 года дю Туа был включён в состав сборной для участия в чемпионате мира, на котором провёл 4 матча.
В 2019 году выиграл чемпионат мира в Японии.